# گیونگجونگ، پادشاه گوریو
پادشاه گیونگجونگ (به کره‌ای: 경종) (زاده: ۹۵۵؛ سلطنت: ۹۷۵~۹۸۱) پنجمین پادشاه دودمان گوریو بود. او پسر بزرگ پادشاه گوانگجونگ بود که درسال ۹۷۵ میلادی پس از پدرش به حکومت رسید.
سریال تاریخی ملکه آهنین / ملکه چونچو در مورد مرگ این پادشاه در سال ۲۰۰۹ از شبکه kbs2 hd کره جنوبی پخش شد.

## هم‌چنین ببینید
- فهرست پادشاهان کره